# El día por delante (1989)
El día por delante va ser un programa espanyol de televisió, emès per Televisió espanyola en la temporada 1989-1990.

## Format
Amb presentació de Pepe Navarro, es tractava d'un magazine matinal diari (de dilluns a divendres), que venia a ocupar el buit deixat pel clàssic Por la mañana, de Jesús Hermida i que incloïa entrevistes, concursos, sèries (Santa Bárbara, El derecho de amar), peces de teatre (Desayuno con los Monzón) i actuacions musicals. Tot això amb elevades dosis d'humor i ironia.
El programa anticipava ja els elements i esperit del que pocs anys després es convertiria en el major èxit de la carrera televisiva de Navarro: el late-night Esta noche cruzamos el Mississippi. Així, un dels elements essencials d' El día por delante descansava en les paròdies i sketches encarnats per un grup d'actors còmics, entre els que s'incloïa Santiago Urrialde, que més tard repetiria al costat de Navarro a Esta noche..., a més d'altres posteriorment famosos com Santi Millán, llavors integrat en el grup La Cubana, que col·laborava assíduament en el programa.
L'espai va suposar també el debut en televisió del llavors jove desconegut Javier Bardem, encarnant diferents papers en esquetxos humorístics.
Finalment, es comptava amb la col·laboració d'Isabel Serrano en la presentació dels concursos.
L'emissió es va prolongar fins a març de 1990 i es va mantenir una audiència de dos milions d'espectadors diaris. La no renovació es va produir per falta d'acord entre Navarro i TVE quant a les condicions contractuals i fou substituït pel programa En buena hora, amb Joaquín Arozamena Saiz.

## Polèmica
L'emissió del dia 10 de novembre de 1989 va suscitar una enorme polèmica entre alguns mitjans conservadors, que va aconseguir fins i tot el Consell d'Administració de l'Ens Públic RTVE. En aquesta data, es va retransmetre un striptease masculí, que es va desenvolupar entre el públic assistent al plató, qualificat de xaró i de mal gust, per consellers tant socialistes com populars i que va derivar en la proposta del llavors director de RTVE, Luis Solana, de redactar unes normes d'estil, que impedissin la retransmissió de certs continguts en horari infantil.

## Premis i nominacions
- TP d'Or 1989: Millor presentador, Pepe Navarro.